# باشگاه فوتبال ژجیانگ
باشگاه فوتبال ژجیانگ پروفشنال یا به طور خلاصه ژجیانگ، یک باشگاه فوتبال در هانگژو، ژجیانگ در کشور چین می‌باشد که در سوپر لیگ فوتبال چین بازی می‌کند.
این باشگاه در تاریخ ۱۴ ژانویه ۱۹۹۸ تأسیس شده‌است.